# Crucianelli

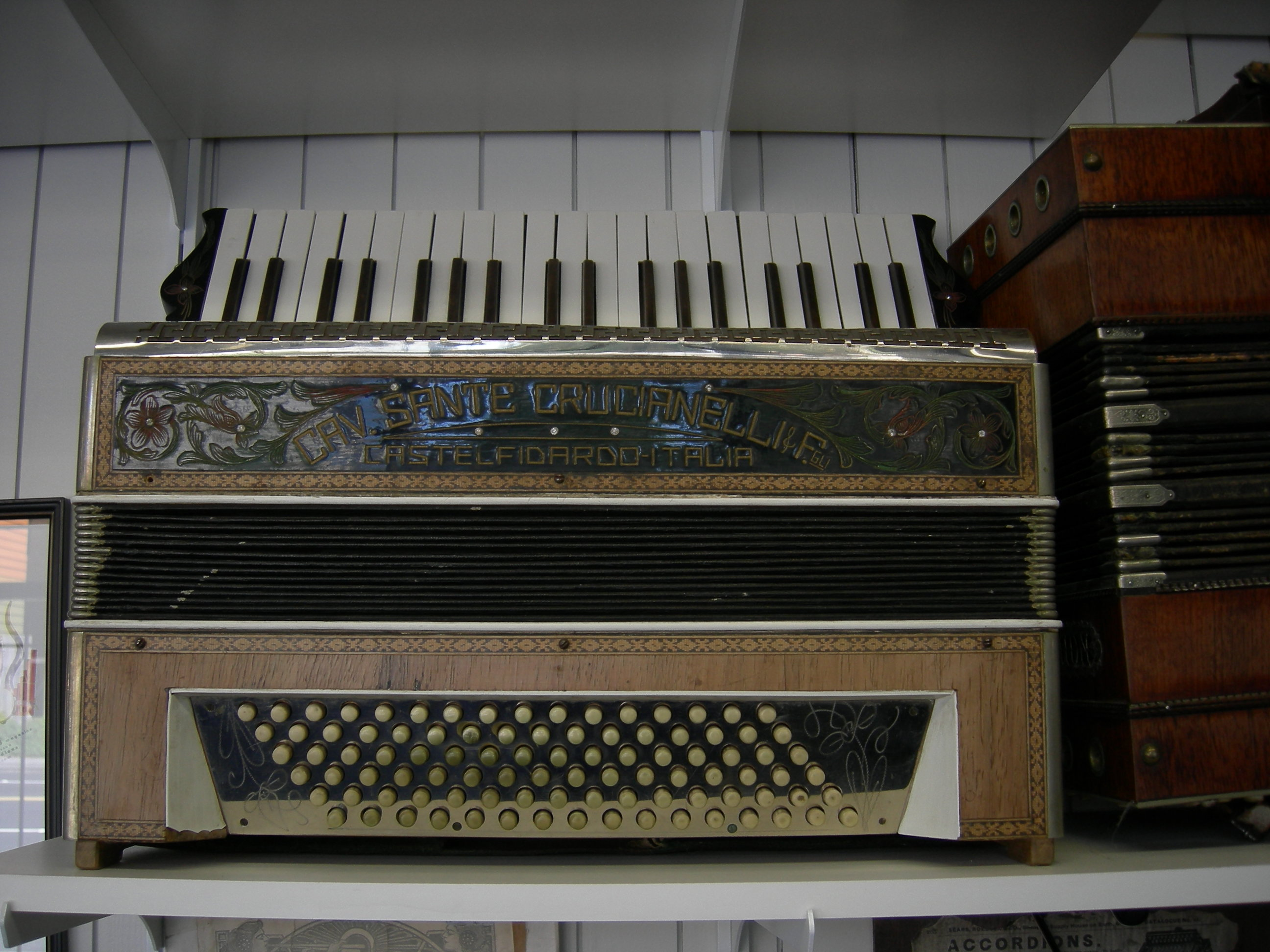
Una delle prime fisarmoniche

La Crucianelli è una ditta fondata nel 1888 da Sante Crucianelli, con sede a Castelfidardo che produceva inizialmente fisarmoniche. Nei primi anni '60, in seguito alla crisi del settore, la Crucianelli, come altre ditte di strumenti musicali marchigiane, aggiunse alla produzione di fisarmoniche, la produzione di chitarre acustiche ed elettriche.
La ditta fu una delle prime aziende italiane assieme alla Eko e alla Welson a produrre ed esportare chitarre elettriche.

## Curiosità
La chitarra Modena dell'azienda sudcoreana Italia Guitars fondata nel 2000 si ispira ad un modello della Crucianelli di inizio anni '60.